# Ighiu, Alba
Ighiu (în maghiară Magyarigen, în germană Grabendorf, Krapundorf, Krabundorf, Kuppendorf) este satul de reședință al comunei cu același nume din județul Alba, Transilvania, România.
Între 1918 și 1938 a fost reședință de unitate administrativă sub-divizionară de ordin doi, plasă, în cadrul județului Alba (interbelic). În anul 1938, plasa Ighiu a fost desființată, în locul său fiind înființate alte două plăși, plasa Zlatna și plasa Alba Iulia.

## Așezare
Localitatea Ighiu este situată la 12 km nord de Alba Iulia. Este traversată de DN 74 și de DJ 107H.

## Istoric
Localitatea Ighiu a fost atestată documentar încă din anul 1206 d.C. împreună cu Cricău, care în secolele XIII-XIV aparțineau cetății feudale de la Piatra Craivii . 
Ca și în cazul satelor Cricău și Bărăbanț, localitatea a fost întemeiată de coloniști sași (și populată de aceștia până la invazia mongolă din 1241, în urma căreia dispare populația germană). Minerii veniți din Germania s-au stabilit aici în vederea exploatării aurului și argintului de la Zlatna și Chernach (azi Câlnic). Venirea lor figurează într-un document datat în 1238.
Până în anul 1938 localitatea a fost reședința plășii Ighiu.

## Date economice
Profesiunile de bază ale locuitorilor sunt agricultura și creșterea animalelor.

## Lăcașuri de cult
- Biserica Reformată din Ighiu, cu zid de incintă, din secolul al XV-lea.
- Biserica Cuvioasa Paraschiva

## Obiective turistice
- Iezerul Ighielului (la circa 20 km), cel mai extins lac carstic din România, de pe cursul superior al râului cu același nume, în sudul Munților Trascău, la 924 m altitudine.

## Obiective memoriale

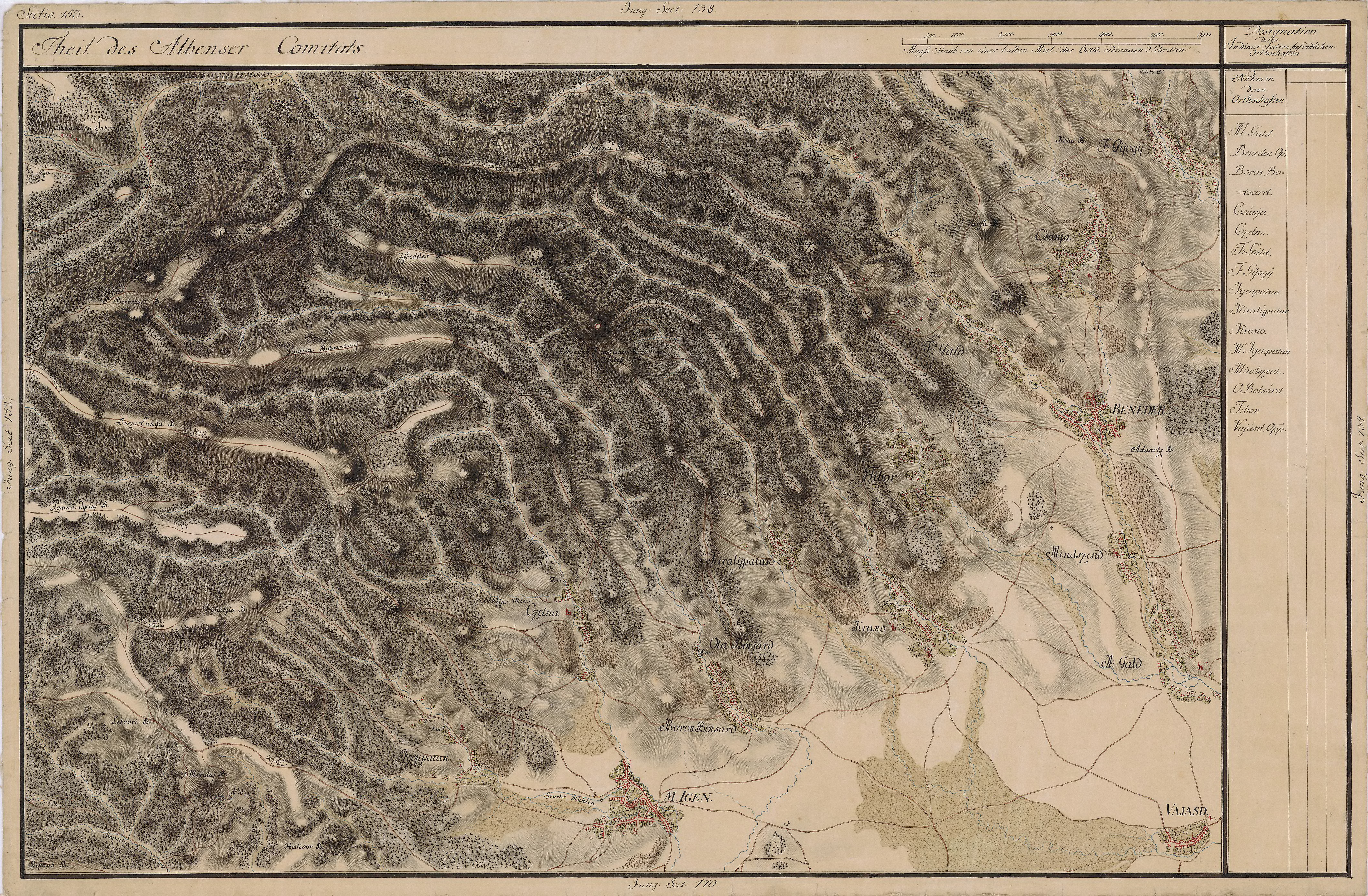
Ighiu în Harta Iosefină a Transilvaniei, 1769-73

- Monumentul Eroilor Români din Primul și al Doilea Război Mondial. Monumentul este de tip obelisc și a fost dezvelit în anul 1926, pentru cinstirea memoriei eroilor români căzuți în Primul Război Mondial. Obeliscul are o înălțime de 2 m, fiind realizat din granit, iar împrejmuirea este asigurată de un gard din fier forjat. Pe o placă de marmură aflată în fața bazei este un înscris comemorativ: „Ridicatu-s-a acest monument în amintirea zilei de 1 decembrie 1918, când s-a ajuns la Unirea Neamului cu ajutorul lui Dumnezeu și a soldatului român./ Anul Domnului 1926“. Pe placa de marmură aflată în dreapta bazei obeliscului se poate vedea numele eroilor cazuti in lupta. Pe plăcile aflate în stânga și spatele bazei sunt inscrise numele a 30 și respectiv 32 de eroi români.